# Glamorgan

Glamorgans flagga (sedan 2013).

Glamorgan eller Glamorganshire (kymriska: Morgannwg) är ett före detta grevskap i Wales. Det delades upp i West Glamorgan, South Glamorgan och Mid Glamorgan 1974. Området täcks sedan 1996 av kommunerna Bridgend, Cardiff, Merthyr Tydfil, Neath Port Talbot, Rhondda Cynon Taf, Swansea och Vale of Glamorgan, samt en del av Caerphilly.

## Historia
Området var ursprungligen ett småkungarike vid namn Glywysing. Under 900-talet fick det namnet Morgannwg. Det erövrades av normander 1091, och blev Lordship of Glamorgan, ibland kallat Lordship of Glamorgan and Morgan eftersom det var uppdelat i det engelsk-normandiska slättlandet, Vale of Glamorgan, och de kymriska bergstrakterna, Morgan.
Glamorgan slogs ihop med Lordship of Gower and Kilvey 1535 och blev ett grevskap. Ett grevskapsfullmäktige (county council) upprättades 1889, och täckte hela grevskapet utom Swansea och Cardiff, som blev fristående county boroughs. Även Merthyr Tydfil blev county borough 1908.